# Călăraşi
Călărași (udtale: kələˈraʃʲ ), er hovedstaden i distriktet Călărași i regionen Muntenien, og ligger i det sydøstlige Rumænien, ved bredden af Donaus Borcea-arm, ca. 12 km fra Bulgariens grænse og 125 km fra Bukarest. Byen har 58.211 (2021) indbyggere.
Byen er et industrielt centrum for tømmer og papir, fødevareforarbejdning, glasfremstilling, tekstiler, produktion af medicinsk udstyr og sværindustri, sidstnævnte repræsenteret af Călărași stålværk.

## Historie
Călărași blev grundlagt af fyrsterne af Valakiet som en hvilestasjon for hesteryttere (călărași) langs vejen til Istanbul. Byen blev distriktshovedstad i 1834.